# Mutscheid
Mutscheid is een plaats in de Duitse gemeente Bad Münstereifel, deelstaat Noordrijn-Westfalen, en telt 90 inwoners (2006).